# Gymnopleurus gemmatus
Gymnopleurus gemmatus är en skalbaggsart som beskrevs av Edgar von Harold 1871. Gymnopleurus gemmatus ingår i släktet Gymnopleurus och familjen bladhorningar. Inga underarter finns listade i Catalogue of Life.